# Синкевич, Валентина Алексеевна
Валенти́на Алексе́евна Синке́вич (29 сентября 1926, Киев, УССР, СССР — 25 июня 2018, Филадельфия, Пенсильвания, США) — русская поэтесса, эссеист и переводчик, критик.

## Биография
Родилась 29 октября 1926 года в Киеве. В конце 1920-х её родители переехали в город Остёр на Украине, где её отец, юрист по профессии, работал учителем математики.
В 1942 была депортирована в Германию в качестве «остарбайтера» (вывезена в трудовой концлагерь). После окончания войны до 1950 находилась в лагерях для перемещённых лиц во Фленсбурге и Гамбурге.
С 1950 года жила в США, в Филадельфии, работала библиографом.

## Творчество
Начала писать стихи ещё в детстве, но опубликовалась впервые только в 1973 год — в «Новом русском слове».
Главный редактор альманаха «Встречи» (до 1983 — «Перекрёстки»). Составитель антологии русских поэтов второй волны эмиграции «Берега» (Филадельфия, 1992).
Публиковалась в ряде антологий и сборников: «Берега» (1992), «Строфы века» (1995), «Вернуться в Россию стихами» (1996), «Мы жили тогда на планете другой» (т. 4, 1997), «Русская поэзия XX века» (1999), «Киев. Русские поэты. XX век» (2003), а также печаталась в периодических изданиях: «Перекрёстки/Встречи» (Филадельфия), «Новое русское слово», «Новый журнал» (Нью-Йорк), «Новый журнал» (Санкт-Петербург), «Стрелец», «Октябрь», «Время и мы», «Лазурь», «Московский комсомолец», «Союз», «Семья», «Ренессанс», «Побережье», «Рубеж», «Континент», «Сибирские Афины», «Кстати», «Иерусалимские голоса», «Грани».
Один из авторов-составителей «Словаря поэтов русского зарубежья» (СПб., 1999), автор более 300 очерков, рецензий и критических статей.
Стихи Синкевич побуждают читателя к осознанию жизни в её духовных измерениях, проявляющихся в материальном, прежде всего — в искусстве. Синкевич изображает людей в их потерянности, в потрясениях или говорит об относительности восприятия. При этом она нередко переходит границу снов и видений. Акт осознания впечатлений включается и в сферу языка, когда через сопоставление похожих по звучанию слов Синкевич попеременно освещает их различные значения.

## Книги
- «Огни» (Нью-Йорк, 1973)
- «Наступление дня» (Филадельфия, 1978)
- «Цветенье трав» (Филадельфия, 1985)
- «Здесь я живу» (Филадельфия, 1988)
- «Избранное» (Филадельфия, 1992)
- «Триада» (Филадельфия, 1992)
- «…с благодарностию: были» (М., 2002) — литературные мемуары
- «На этой красивой и страшной земле…» (М., 2004)
- «Мои встречи: русская литература Америки» (Владивосток, 2010)
- «При свете лампы. Стихи разных лет» (Нью-Йорк, 2016)
- Клоц, Яков. Беседа с Валентиной Синкевич // Поэты в Нью-Йорке : о городе, языке, диаспоре. — Москва: Новое литературное обозрение, 2016. — С. 40—82. — 688 с. — ISBN 9785444805657.